# Leitchfield
Leitchfield è una città degli Stati Uniti d'America, situata nello Stato del Kentucky e in particolare nella contea di Grayson, della quale è il capoluogo.